# Cretacico inferiore
| Periodo                                                                                     | Epoca                | Piano          | Età (Ma)    |
| ------------------------------------------------------------------------------------------- | -------------------- | -------------- | ----------- |
| Paleogene                                                                                   | Paleocene            | Daniano        | Più recente |
| Cretacico                                                                                   | Cretacico superiore  | Maastrichtiano | 72,2 ±0,2   |
| Cretacico                                                                                   | Cretacico superiore  | Campaniano     | 83,6 ±0,2   |
| Cretacico                                                                                   | Cretacico superiore  | Santoniano     | 85,7 ±0,2   |
| Cretacico                                                                                   | Cretacico superiore  | Coniaciano     | 89,8 ±0,3   |
| Cretacico                                                                                   | Cretacico superiore  | Turoniano      | 93,9 ±0,2   |
| Cretacico                                                                                   | Cretacico superiore  | Cenomaniano    | 100,5 ±0,1  |
| Cretacico                                                                                   | Cretacico inferiore  | Albiano        | 113,2 ±0,3  |
| Cretacico                                                                                   | Cretacico inferiore  | Aptiano        | 121,4 ±0,6  |
| Cretacico                                                                                   | Cretacico inferiore  | Barremiano     | 125,77      |
| Cretacico                                                                                   | Cretacico inferiore  | Hauteriviano   | 132,6 ±0,6  |
| Cretacico                                                                                   | Cretacico inferiore  | Valanginiano   | 137,05 ±0,5 |
| Cretacico                                                                                   | Cretacico inferiore  | Berriasiano    | 143,1 ±0,6  |
| Giurassico                                                                                  | Giurassico superiore | Titoniano      | Più antico  |
| Suddivisione del Cretacico secondo la Commissione internazionale di stratigrafia dell'IUGS. |                      |                |             |

Nella scala dei tempi geologici, il Cretacico inferiore è la prima delle due epoche in cui è suddiviso il periodo Cretacico.
È compreso tra 145,5 ± 4,0 e 99,6 ± 0,9 milioni di anni fa (Ma), preceduto dal Giurassico superiore, terza e ultima epoca del Giurassico, e seguito dal Cretacico superiore.
Durante questo arco di tempo, molti nuovi tipi di dinosauri apparvero o emersero rispetto a quelli preesistenti, inclusi Psittacosauri, Spinosauri e Celurosauri, mentre altri sopravvissero dal Giurassico superiore.
Nei mari, gli ittiosauri conobbero un netto declino e si estinsero, all'inizio del Cretacico superiore. Fecero invece la loro comparsa gli uccelli Neognathae, le piante angiosperme e gli Euteri, una famiglia di mammiferi placentati.

## Suddivisione
La Commissione Internazionale di Stratigrafia  suddivide il Cretacico inferiore in sei piani, ordinati dal più recente al più antico secondo il seguente schema:
| Cretacico inferiore |                                |
| Albiano             | (112,0 ± 1,0 – 99,6 ± 0,9 Ma)  |
| Aptiano             | (125,0 ± 1,0 – 112,0 ± 1,0 Ma) |
| Barremiano          | (130,0 ± 1,5 – 125,0 ± 1,0 Ma) |
| Hauteriviano        | (133,9 – 130,0 ± 1,5 Ma)       |
| Valanginiano        | (140,2 ± 3,0 – 133,9)          |
| Berriasiano         | (145,5 ± 4,0 – 140,2 ± 3,0 Ma) |

## Definizioni stratigrafiche e GSSP
La base del Cretaceo inferiore e dell'intero periodo Cretacico, coincide con quella del suo primo piano, il Berriasiano, e viene tradizionalmente posta alla prima comparsa negli orizzonti stratigrafici della specie ammonitica Berriasella jacobi, anche se questo limite non è ancora stato ufficialmente ratificato. Altri candidati per la definizione della base dello piano sono la base della cronozona magnetica M18r e la base della zona B dei Calpionellidi. 

### GSSP
Il GSSP, il profilo stratigrafico di riferimento della Commissione Internazionale di Stratigrafia, non è ancora stato fissato (2010), anche se sono in corso discussioni per arrivare ad una corretta definizione del passaggio tra Giurassico e Cretacico.

## Paleogeografia
Le terre emerse avevano già una suddivisione in cinque continenti, ma la loro forma e posizione non corrispondevano a quelle attuali.